# Mahinur Qasim
Mahinur Qasim (uigurisch ماھىنۇر قاسىم; chinesisch 玛依努尔·哈斯木, Pinyin Mǎyīnǔ’ěr Hāsīmù, auch: Maynor Kasim; * 15. August 1929; † 28. Februar 2021) ist eine pensionierte uigurische Politikerin aus Xinjiang, Volksrepublik China. Sie ist die Witwe von Ehmetjan Qasimi, einem prominenten Revolutionär aus Xinjiang.

## Jugend
Mahinur Qasim wurde 1929 in Huocheng (Korgas) in Ili geboren. Einige Quellen verorten ihren Geburtsort im Panfilov Distrikt, Sowjetunion.  Ihre Mutter starb sehr früh und sie musste bereits als Kind arbeiten. 1945 wurde sie in Yining mit Ehmetjan Qasimi verheiratet, einem Anführer der Zweiten Ostturkestanischen Republik (ETR,  شەرقىي تۈركىستان جۇمھۇرىيىتى 東突厥斯坦共和國). Zugleich wurde sie seine Sekretärin. Das Paar bekam einen Sohn und eine Tochter. 1948, nachdem die Führung der ETR bereit war, mit der nationalchinesischen Regierung der Guomindang eine Koalition einzugehen, wurde Mahinur Mitglied des Ständigen Ausschusses des Frauen-Committees der Union zum Schutz von Frieden und Demokratie in Xinjiang. Nach dem Tod ihres Mannes, am 27. August 1947 in einem Flugzeugabsturz, führte Mahinur ihre politische Karriere weiter.

## Im Staatsdienst
1951 wurde sie stellvertretende Direktorin der Frauen-Vereinigung in der autonomen Region Ili. 1952 wurde sie sogar Bürgermeisterin von Yining und trat der Kommunistischen Partei Chinas bei. 1953 wurde sie stellvertretende Direktorin des Zentralbüros der Provinzregierung von Xinjiang und Direktorin der Frauen-Vereinigung von Xinjiang. Sie war delegierte bei der Politischen Konsultativkonferenz des chinesischen Volkes (gewählt 1954) und Mitglied des zweiten und dritten Nationalen Volkskongress (1959, 1964).
Während der Kulturrevolution fiel sie den Säuberungen zum Opfer und wurde verfolgt, später jedoch rehabilitiert. In den 1980ern und 1990ern war sie Vice-Chairperson der 4., 5., 6. und 7. All-Chinesischen Frauenvereinigung. 1988 wurde sie in den Ständigen Ausschuss des Nationalen Volkskongresses gewählt. Sie war immer eine prominente Verfechterin von Frauen- und Kinderrechten. 2003 ging sie in den Ruhestand und trat nur noch als Rednerin bei Veranstaltungen zum Thema Frauenrechte auf.

## Memoiren
- Remembering Ehmetijan 《回忆阿合买提江》, 2011.[1]
- A Pictoral Memoir of the Wife of Ehmetijan Qasimi, Leader of the Three Districts Revolution 《三区革命头号领导人阿合买提江夫人的回忆图册》 2002.[6]